# Iskrets
Iskrets of Iskrec (Bulgaars: Искрец) is een dorp in het westen van Bulgarije. Het dorp is gelegen in de gemeente Svoge in de oblast Sofia. Het dorp ligt hemelsbreed ongeveer 31 km ten noorden van de hoofdstad Sofia (45 km via de II/16 Mezdra-Sofia).

## Bevolking
Op 31 december 2020 telde het dorp Iskrets 1.786 inwoners. Het aantal inwoners vertoont al vele jaren een dalende trend: in 1946 had het nog 2.908 inwoners.
| Bevolkingsontwikkeling tussen 1934 en 2020          |
| --------------------------------------------------- |
|                                                     |
| Bron: Nationaal Statistisch Instituut van Bulgarije |

Het dorp wordt nagenoeg uitsluitend bewoond door etnische Bulgaren. In 2011 identificeerden 1.972 van de 1.984 respondenten zichzelf als etnische Bulgaren (99,4%). 
| Etnische samenstelling van de respondenten (2011) | Etnische samenstelling van de respondenten (2011) | Etnische samenstelling van de respondenten (2011) | Etnische samenstelling van de respondenten (2011) | Etnische samenstelling van de respondenten (2011) |
| ------------------------------------------------- | ------------------------------------------------- | ------------------------------------------------- | ------------------------------------------------- | ------------------------------------------------- |
|                                                   |                                                   |                                                   |                                                   |                                                   |
| Bulgaren                                          | Bulgaren                                          |                                                   | 99,4%                                             | 99,4%                                             |
| Turken                                            | Turken                                            |                                                   | 0,0%                                              | 0,0%                                              |
| Roma                                              | Roma                                              |                                                   | 0,4%                                              | 0,4%                                              |
| Anders/Onbekend                                   | Anders/Onbekend                                   |                                                   | 0,2%                                              | 0,2%                                              |

## Geboren
- Sylvie Vartan (1944), Bulgaars-Armeens-Frans zangeres